# 張士貴

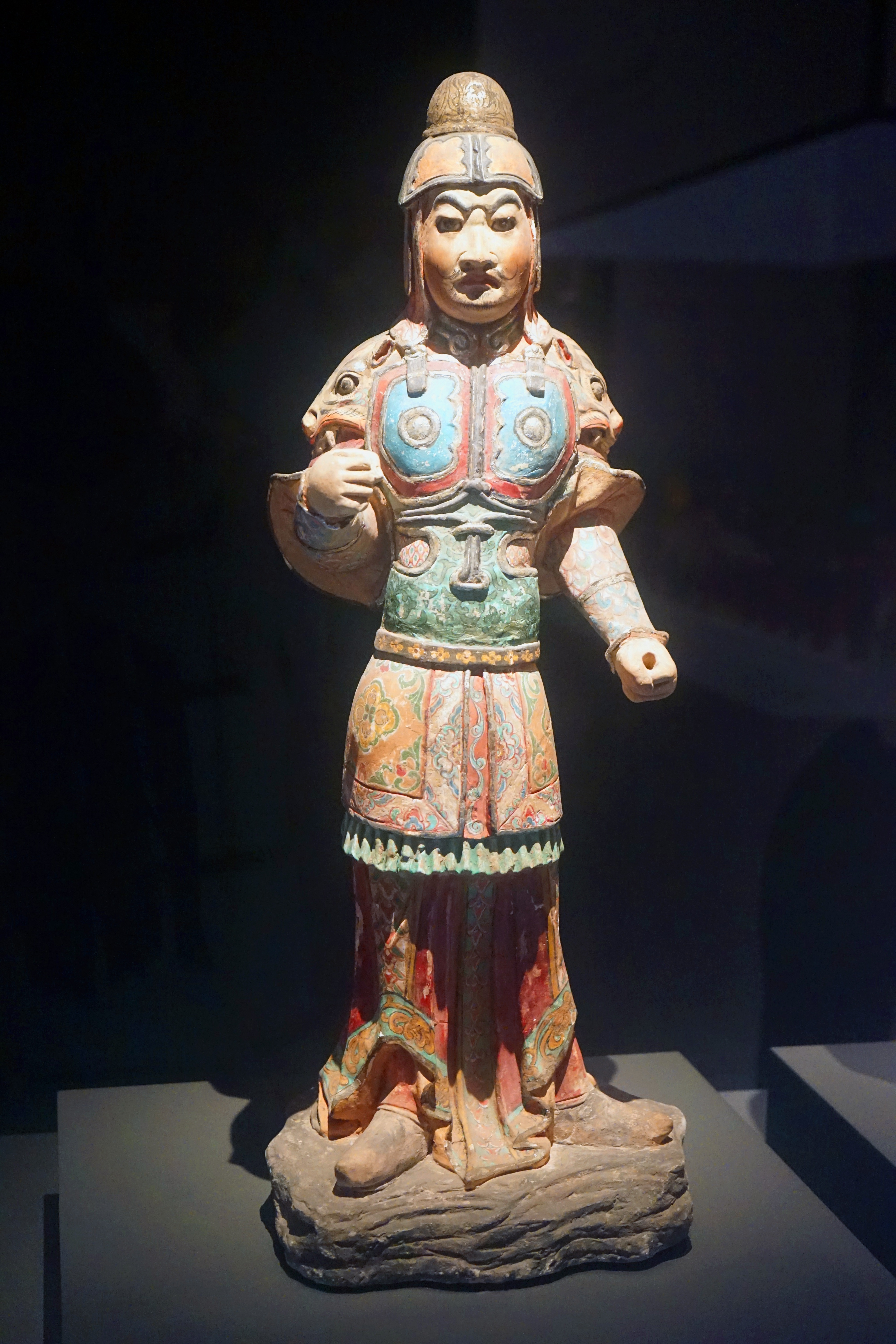
贴金彩绘武官俑，张士贵墓出土。

张士贵（586年—657年7月19日），本名忽峍，字武安。虢州卢氏人(今河南省卢氏县)，唐代名将。臂力過人，善騎射。《册府元龟》载他「膂力过人，弯弓一百五十斤，左右骑射，矢不虚发。」

## 生平
曾祖张儁任北魏银青光禄大夫、横野将军。祖父张和任北齐开府车骑将军。父张国仕隋朝历任陕县主簿，硖州录事参军，历阳县令，后以军功授大都督，定居虢州卢氏县。
隋朝大業末年，张士贵是農民起義軍首領之一，自称大总管、怀义公，人稱「忽峍賊」。李淵招降張士貴，授右光禄大夫，受相国府司马刘文静节度，大败伪熊州(今河南省宜阳县)刺史郑仲达。义宁二年（618年），作为唐王世子左元帅李建成的副手，为第一军总管先锋，向东征讨。后召回京城，拜为通州刺史(今四川达县)。
武德元年(618年)五月，薛举入侵泾州，秦王李世民为西讨元帅，张士贵以先登之功，赏赐奴婢八十人，绢彩千余段，金一百三十挺，授上柱国。后负责运粮草至渑池时，大破王世充属下将领郭士衡的偷袭。
武德二年(619年)，奉命剿灭土匪苏径，进击陆浑，授马军总管，经略熊州(今河南宜阳)，抵御王世充。赐爵为新野县开国公。
刘武周与突厥联军攻破榆次、介州，进围太原。齐王李元吉弃城而逃，关中震动。唐高祖诏秦王李世民督兵进讨，驻军柏壁。命张士贵攻打虞州(今山西运城东北安邑镇)的何小董。武德三年(620年)4月，在雀鼠谷之战和洺州之战中，唐军大破宋金刚、刘武周。
7月，李世民率军继续征讨洛阳的王世充，张士贵负责督运粮草。以功特派遣殷开山、杜如晦带金银四百余挺赏赐张士贵等诸将。平定洛阳后，累计战功，授虢州刺史。随后继续参与讨伐刘黑闼、徐圆朗，成为李世民秦王府的右库真、骠骑将军。
武德九年六月初四（626年）玄武門之變時張士貴也參與其中，李世民成为太子后，任太子内率。与刘师立募兵万余，拜为右骁卫将军。之后镇守玄武门，不久转为右屯卫将军。
貞觀六年（632年）8月，除右武候将军，貞觀七年（633年），拜龚州道行军总管，征讨桂州东西王洞獠民叛乱，破反獠而还，唐太宗听闻其冒矢石先登，慰劳张士贵道：“尝闻以忠报国者不顾身，于公见之。”授右屯卫大将军，改封虢国公，检校桂州都督。貞觀十五年（641年）随唐太宗去洛阳宫。薛延陀入侵边境，张士贵奉命镇守庆州(甘肃省庆阳市)，后任检校夏州都督。
贞观十八年（644年），唐太宗诏令调集粮草，招募军士，准备东征高句丽，龙门人薛仁贵投入张士贵麾下。十九年（645年）三月，张士贵跟随唐太宗征讨高句丽，隶属李世勣麾下为行军总管、洺州刺史，十月还师，以功拜冠军大将军、行左屯卫将军，并担任殿后，至并州时再次升为右屯卫大将军，授茂州都督。
唐太宗征讨高句丽时，下令剑南诸獠造船运兵粮，雅、邛、眉三州山獠因不堪其扰，相率叛乱，唐太宗下诏发陇右、峡兵二万，以茂州都督张士贵为雅州道行军总管，与右卫将军梁建方平之。事平，拜金紫光禄大夫、扬州都督府长史。
唐高宗永徽二年(651年)，召拜左领军大将军。永徽四年(公元653年)，张士贵以年老目疾致仕，授镇军大将军。顯慶二年六月三日（657年7月19日），以风湿病加重不治去世于河南县(属于东都洛阳)显义坊府第，年七十二岁，追赠荊州都督，谥号襄，陪葬昭陵。嗣子右屯卫郎将张仁政。上官仪亲自为其撰写墓志铭。

## 被民間傳說扭曲
在關於薛仁貴的許多民間小說中，張士貴被描寫為陷害薛仁貴的奸臣，並非事實。其女婿何宗憲冒領薛仁貴功勞也没有任何证据。在其墓誌銘中只有「以遣去官」一句帶過，墓志记载以遣去官是在幽州都督任上，而按照墓志铭记载这时太宗还没有亲征辽地，也就不会有其女婿在征辽中贪功的事件发生。

## 张士贵墓志铭
张士贵墓志铭并盖，唐高宗显庆二年十一月十八日（657年12月18日）葬。1972年1月出土于陕西醴泉县烟霞乡马寨村西南约300米处张士贵墓中。志盖厚15.1厘米，底边长98.2厘米，盖面篆书“大唐故辅国大将军荆州都督虢国公张公墓志铭”。志石边长98.2厘米，厚15.1厘米，上官仪撰文，张玄靓正书，共55行，满行57字，志盖已残。同墓还出土有其妻子虢国夫人岐氏墓志铭盖，志石已失。盖厚9厘米，底边长45.6厘米，盖面篆书“大唐故虢国夫人岐氏墓志铭”。四杀饰四神。

大唐故辅国大将军荆州都督虢国公张公墓志铭并序

　　公讳士贵，字武安，弘农卢氏人也。原夫玄珠洞鉴，希夷之道弥光；赤松轻举，神仙之风逾邈。华阳时秀，副车开渭渚之辞；京兆人英，亡箧劭汾阴之敏。落印以旌其德，传钩以启其祥。十腰银艾之荣，七珥貂蝉之贵。芬芳终古，草露霑而方葰；寂寥长迈，舟壑移而未泄。曾祖儁，后魏银青光禄大夫、横野将军。大父和，齐开府、车骑将军。并雄武环杰，义略沉果。由拘表艺，横草擅功，守重萦带之奇，师仰投醪之惠。显考国，起家陕县主薄，后历硖州录事、参军、历阳令，寻以军功授大都督。幹蛊有声，乡塾推敬。龙翰之姿，在尺木而将矫；骥足之径，居百里而未申。公纳阴陆之金精，应文昌之宝纬。含百炼而凝质，绝千里而驰光；揭日月而傍照，怀风云而上耸。立言无玷，树德务滋，逸气掩于关中，神契通于圯上。扬名基孝，载深五起之规；约身由礼，克懋十伦之躅。熊掌之义，早殉于髻年；马革之诚，夙彰于廿岁。加以屈壮夫之节，尤缉睢涣之文；略非圣之书，方砺昆吾之宝。属炎精沦昧，习坎横流。火炎玉石之墟，龙战玄黄之野。公游道日广，缔交无沫，率闾左而完聚，候霸上之祯祥。乃于枌闬之间，崤陵之地，因称大总管，怀义公。于是繦负波属，接淅云归。于时王充窃号晋京，李密称师巩洛，闻公威武，将恃为援，俱展情素，形乎折简。公诮其穷井之微，鄙其契瓶之懦，枕威蓄锐，深拒固闲。皇家发迹参墟，肇基霸业，讴歌允集，征怨在期，将指黄图，行临绛水。公乃遣使输款，高祖深相嘉叹，拜右光禄大夫，锡赍优洽；并降玺书，俾定河南之境。公英谋雅筭，喻伏波之转规；决胜推锋，体常山之结阵。肃清崤渑，系赖攸归。因统所部，镇于陕服，受相府司马刘文静节度。每陈东略之计，益见嗟赏。遂进下同轨，以置函州。又进击伪熊州刺史郑仲达，大败之，所在城聚，相继投款。高祖称善，赍缯綵千有余段，名马五匹，并金装鞍勒百副。义宁二年，隐太子之东讨也，以公材光晋用，誉重汉飞，战有必胜之资，威有惮邻之锐，授第一军总管，先锋徇地。灵昆平乐，开月垒而投壹；春路秋方，耀星旗而举扇。王充选其毅卒，折衄于前；李密简其劲骑，逋亡于后。军容之盛，咸所宗挹。频赍金帛，不可胜言。寻被召入京奉见，思贷绸缪，而备申诚款，载隆赏册，乃拜通州刺史。鸣谦自牧，坐树辞功。福润佇才，班条授职。薛举狼据北地，太宗亲总元戎，公先登之勋，有超恒准，赐奴婢八十口、绢彩千余段、金一百卅挺。方欲克定三川，敕还陕郛转漕。飞刍所寄，允兹简在，授上柱国。启八难以佐汉，开十册以平袁。升蔡赐之隆班，践昭阳之显极。武德元年，转运粮侍，至于渑池，王充将郭士衡等潜兵面至，公掩击大破之。二年，有贼苏经寇掠陕州之界，州将濒战不利。高祖闻之曰：“此贼非猛士无以殄灭”，命公讨焉。公智尽三官之端，威下九天之上。顾眄之顷，噍类靡遗。高祖又降书褒美。寻进击陆浑，授马军总管，经略熊州之地，至黄泽，遇王充统领马步五万，将逼熊州。虽众寡不侔，主客异势。牙璋狎至，羽檄交驰；三令五申，风驱雨迈。饮淇之众，反接辕门；倒戈之旅，泥首请命。而茅贼畴庸，抑惟恒序，赐爵新野县开国公，杂彩上驷并金鞍宝勒，敕曰：“卿宜自乘之”。丹石之心，上通宸照，青骊之贶，远逯军功。何小董据有虞州，兵锋甚劲。太宗董大军于百壁，将自图之，命公前击。算无遗策，战取先鸣，贼乃合其余烬，婴城自保，刘武周遣其骁将宋金刚等同声相援。金刚先有将卒，屯据翼城，与大军相拒，及是而遁，公从太宗并平之。广武之师，屡摧元恶；昆阳之阵，亟殄凶渠。既而朝于京师，命赏有逾常典。会朝廷将图嵩洛，敕公先督军储。太宗亲总戎麾，龚行吊伐。公投盖先登，挥戈横厉；屠城斩邑，涉血流肠。对武安而瓦落，俯秦坑而遑沸。窦建德鸣鐎汜水之东，王行本警柝武牢之上，于是料敌制变，箕张翼舒；鲁旗靡而俱奔，纪鄣登而咸缒。太宗特遣殷开山、杜如晦赍金银四百挺以赐之。乃以所赐分之麾下。子罕之宝，终秘于灵台；王孙之珍，岂留于广庑。及东都底定，舍爵劳勤，录其先后战功，以为众军之最，除虢州刺史。露华巘于吏萌，游缛绵于仁里。一纸贤于从事，二天绝于故人。少选敕令入朝，宴赐华腆。刘黑闼称兵洺水，挺祸乱常。太宗折棰长驱，指期刷荡。后黑闼将数万众，密迩军幕，公率其劲勇，截其要津。飞镝星流，委甲鳞下。大憝既灭，懋赏斯及。复令公领兵与英公等安辑山东。徐圆朗以兖州举兵，公从淮安王便道击败。太宗征公于曹州奉见，深用嘉止。太宗居帝子之尊，极天人之望，府僚之选，允归时杰。以公素啗威名，授秦王府右库真骠骑将军。太宗仪天作贰，丽正升储，风邸旧僚，咸栖鹤禁，除为太子内率。憬彼獯戎，侵轶关辅，骑屯镐派，尘拥渭滨。太宗遣公与将军刘思立占募将士，曾未浃旬，归公者万有余计。有顷，拜右骁卫将军。九重清切，千庐严秘，典司周卫，寔寄勋贤。贞观元年，诏公于玄武门长上，统率屯兵。俄转右屯卫将军，还委北军之任。六年，除右武侯将军。缇骑启行，鸢旌式道。威而有裕，俨以能温。桂府东西王洞，历政不宾，及在兹年，载侵边圉，敕公为(燕+鸟)州道行军总管。金邻之壤，封豨咸诛，石林之地，长蛇尽戳。无何，獠又翻动，围龚、(燕+鸟)二州，敕公使持节龚州道行军总管，途次衡阳，夷獠逋窜。乃授右屯卫大将军，改封虢国公，检校桂州都督，龚州道行军总管如故。悬旌五岭，立功百越。丝言荐及，丰泽仍加。其年，被召还京，依旧右屯卫大将军、北门上下。十二年冬，驾幸望云，校猎次于武功皇帝龙潜之所，令作武功之咏。凌云散札，与佳气而氤氲；涌泉飞藻，共白水而澄映。上览之称重焉。十五年，从幸洛阳，会薛延陀犯塞，奉敕于庆州镇守，后检校夏州都督。十六年四月追还，领屯兵如故。十一月，授兰州都督，又迁幽州都督。十八年，以遣去官。泊朱蒙之绪，玄夷之孽，背诞丸都，枭镜辽海。王师底伐，属想人雄，敕还辽东道行军总管，授金紫光禄大夫、洛州刺史。十九年，率师渡辽，破玄菟等数城大阵，勋赏居多，拜冠军大将军，行左屯卫将军。鸾驾凯旋之日，令公后殿，至并州，转右屯卫大将军，仍领屯骑。超海之力，气盖三军。横野之功，胆雄百战。绥遏之任，佥谐攸属，授茂州都督。雅、邛等州山獠为乱，以为雅州道行军总管。军锋所届，膏原如莽；门骖晨溺，野磷宵飞。石纽尘坡，五丁之道斯顺；玉轮雾廓，二星之路载清。事平，拜金紫光禄大夫、扬州都督府长史。千圻奥壤，一方都会。引朝夕之洪派，疏桐柏之长澜。思涌观涛，歌兴伐枳。市狱晏而无扰，水火贱而盈储。吏金斯慎，丞鱼靡入，棼丝载理，夙著萌谣，交戟惟材，方劳帝念。永徽二年，召拜左领军大将军。四年，累表陈诚，辞以目疾，因许优闲，尤加缛礼，授镇军大将军，封如故，禄赐防阁等，一同京官职事。六年，加以风疾。显庆二年，从驾东巡于洛，中使名医，旬月累至。而田豫鸣钟，庶优游于杖国；史慈嗟剑，遽冥漠于高泉。以六月三日终于河南县之显义里第，春秋七十有二。帝造深于寿器，鼓鼙之恨无追；朋情结于生刍，李桃之悲何已。赠辅国大将军，使持节都督荆、硖、岳、郎等四州诸军事，荆州刺史；赙绢布七百段，米栗七百石；陪葬昭陵；赐东园秘器，并给鼓吹往还；仍令京官四品、五品内一人摄鸿胪卿监护。易名考行，谥曰襄公。礼也，粤以其年岁次丁巳十一月乙酉朔十八日壬寅葬于昭陵。谷林之下，寒霰集于原阡；桥岭之前，凄吹愤于滕室。惟公气掩万人，夙表鹰扬之势；誉驰三辅，先标鸿渐之姿。举烛齐明，拂钟比锐。门光揖客，家盛文朋。被忠信之介胄，涵仁义之粉泽；擅兵机之三术，殚武略之五材。射隼开弦，飞声于相圃；雕龙抚翰，激韵于汉台。外总班条，入司悬(左盾右犬)。全德具美，罕伦当世。幅巾在饰，临玉树于长筵；雕戈靡驻，坠壁辉于悲谷。嗣子右屯卫郎将仁政等，礼绝趋庭，哀深望岵。衔索易朽，负米何追。惧孤竹颓陇，自灭成楼之气；拱柏摧薪，谁分夏屋之兆。故勒兹玄础，永劭徽尘。其铭曰：

轩丘构绪，开地分枝。通侯比躅，英衮连规。龙光照辉，鼠珥参差。长发垂祉，世济标奇（其一）。

曰祖惟考，毓德果行。武库森沉，文河镜净。蒙剑留说，单琴宣政。凤穴开灵，芝庭行庆（其二）。

於铄志士，矫然秀出。基忠履孝，含文抱质。度埒黄陂，爱均赵日。昔逢世故，退潜名实（其三）。

黄星发贶，玄石表图。龙飞天极，凤翥云衢。爰兹烛水，投谒汾隅。荐臻玄泽，亟奉明谟（其四）。

十守惟平，四证以肃。绿林遽剪，黑山旋覆。声驰智勇，效光神速。行绝云霓，方骞陵陆（其五）。

剖符命驾，细柳开营。紫骝激响，朱鹭凝清。嬉游东第，驰望西城。举盂陶赏，写翰绿情（其六）。

投绂素里，挥金卒岁。握椠怀铅，纫兰扈薛。奄谢东岳，长归北帝。石阵空留，铜铭永瘗（其七）。

阳陵甫窀，庐山墓田。行楸孕月，双表笼烟。警茄流喝，回旆联翩。图徽云阁，千祀方传（其八）。

太子中舍人弘文馆学士上官仪制文

梓州盐亭县尉张玄靓书

## 延伸阅读
[在维基数据编辑]
 《舊唐書/卷83》，出自刘昫《舊唐書》
 《新唐書·卷092》，出自《新唐書》